# Mittenpunkt
In geometria il mittenpunkt, dal tedesco punto intermedio, è un punto notevole nella geometria del triangolo corrispondente al punto di Lemoine del triangolo degli excentri. È anche il punto d'incontro delle linee che collegano gli excentri con il punto medio del corrispondente lato del triangolo come individuato nel 1836 dal matematico tedesco Christian Heinrich von Nagel.
Il mittenpunkt è il complementare del punto di Gergonne ed è il centro dell'inellisse di Mandart. Esso è inoltre collineare con il punto di Spieker e l'ortocentro così come con il punto di Lemoine e l'incentro.